# Choosing Mental Illness as a Virtue
Choosing Mental Illness as a Virtue è il secondo album in studio del gruppo musicale statunitense Philip H. Anselmo & The Illegals, pubblicato il 26 gennaio 2018 dalla Housecore Records.

## Tracce
1. Little Fucking Heroes – 3:46
2. Utopian – 3:41
3. Choosing Mental Illness – 3:20
4. The Ignorant Point – 3:38
5. Individual – 6:49
6. Delinquent – 4:27
7. Photographic Taunts – 4:06
8. Finger Me – 5:38
9. Invalid Colubrine Frauds – 4:01
10. Mixed Lunatic Results – 6:57

## Formazione
- Philip H. Anselmo – voce
- Stephen Taylor – chitarra
- Mike DeLeon – chitarra
- Bennett Bartley – basso
- Jose Manuel Gonzales – batteria